# Bandera de Badia del Vallès
La bandera oficial de Badia del Vallès té la següent descripció:
Bandera apaïsada de proporcions dos d'alt per tres de llarg, bicolor vertical groga i verda, amb l'oreneta negra amb el pit blanc de l'escut, d'altura 5/7 de la del drap, centrada al bell mig de la partició.

## Història
Va ser aprovada el 19 de maig de 1998 i publicada en el DOGC l'11 de juny del mateix any amb el número 2658.
Badia del Vallès és un ajuntament de poca edat (constituït el 1994 amb terrenys segregats de Barberà del Vallès i Cerdanyola del Vallès), que es va formar cap als anys 60 majoritàriament amb gent emigrada del sud peninsular. Així, l'oreneta fou escollida com a símbol de l'emigració, mentre que els colors de cada partició representen els dos municipis originaris (groc per Barberà i verd per Cerdanyola).